# Örlygur Hrappson
Örlygur Hrappson (c. 930) fue un explorador vikingo procedente de las Hébridas, tradicionalmente considerado el primer colono conocido de Patreksfjörður en Islandia. Örlygur era un ferviente cristiano y en contra de las convicciones de la época, en lugar de un topónimo en nórdico antiguo, usó el propio de San Patricio, posiblemente su guía espiritual tras su conversión al cristianismo en las islas del norte.